# Crudia oblonga
Crudia oblonga är en ärtväxtart som beskrevs av George Bentham. Crudia oblonga ingår i släktet Crudia, och familjen ärtväxter. Inga underarter finns listade i Catalogue of Life.